# Герб Армении
Герб Арме́нии, или Герб Респу́блики Арме́ния (арм. Հայաստանի Հանրապետության զինանշան), — один из государственных символов Армении. Был принят 19 апреля 1992 года Верховным Советом Армении и уточнён законом от 15 июня 2006 года.
В основу современного герба положен герб Первой Республики Армения (1918—1920), авторами которого были архитектор, академик Российской академии художеств Александр Таманян и художник Акоп Коджоян.

## Элементы герба
Герб составляют следующие элементы:
Щит, в центре которого гора Арарат — символ армянской нации; на её вершине Ноев ковчег, поскольку согласно одной из традиций принято считать, что ковчег после потопа остался именно на этой горе. У подножия Арарата — волны озера Севан. Щит разделён на 4 секции, которые символизируют четыре независимых армянских царства в истории Армении:
- вверху слева — Багратидов,
- вверху справа — Аршакидов,
- внизу слева — Арташесидов,
- внизу справа — Рубенидов.

Лев и Орёл, которые поддерживают щит, являются царями животного мира и олицетворяют собой мудрость, гордость, терпение и благородство. В течение многих столетий они были символами царских семей.

## О символе Аршакидов в гербе Армении (двуглавый орёл)
Ещё с 1920 г. символ двуглавого орла на щите герба Армении приписывается династии Аршакидов. Несмотря на отсутствие прямых доказательств, сравнительный анализ доступных пиктографических, летописных, барельефных материалов приводит нас к заключению, что двуглавый орёл мог относиться к аршакидской Армении, с той лишь разницей, что в гербе Армении символ больше олицетворяет не саму династию Аршакидов, а их эпоху и славу, являясь синтезом двуглавого орла Мамиконянов и того же орла созданной Аршакидами Армянской церкви.

## Дополнительные элементы
Внизу герба находятся ещё пять важных элементов. Разорванная цепь означает свободу и независимость, меч — власть и силу нации, пшеничные колосья — трудолюбивую натуру армян, ветвь — интеллектуальное и культурное наследие армянского народа. Трёхцветная лента означает Флаг Армении.

## Гора Арарат с ковчегом Ноя в гербе Армении
В 1780-х гг. армянские общественно-политические круги во главе с Иосифом Аргутинским и Ованесом Лазаряном (Иваном Лазаревым) составили новый проект освобождения Армении. Проект, озаглавленный «Союзный договор меж двумя народами — русскими и армянами», получил название «Северный» (18 пунктов) и предусматривал протекторат России. В 10-м пункте отмечалось, что должен утвердиться орден, кавалеры которого имели бы знак с Ноевым ковчегом с трёхцветной лентой, состоящей из красной, зелёной и голубой линий.
При царе Грузии Ираклии II (1762—1798 гг.) появился вариант грузинского герба, увенчанный российским двуглавым орлом (печать Георгиевского трактата 1783 года) и окружённый цепью ордена Андрея Первозванного, который пожаловала грузинскому царю Екатерина II. На печати в изменённом виде присутствуют прежние эмблемы грузинских земель, к которым добавились уже и армянские. Это Ноев ковчег на горе и трёхкупольная церковь — символ св. Эчмиадзина.
После этого Ноев ковчег на горе непрерывно присутствует почти во всех проектах гербов Армении, а со второй половины XIX века фигура выделяется в круг и перемещается в центр щита. Утверждённый в 1833 г. герб Армянской области в составе Российской империи повторял эту концепцию. В 1849 году проводится ревизия городских гербов и начинается переработка гербов на государственном уровне. Именно с этого периода гора Арарат в гербах представляется в привычном для нас виде — с двумя вершинами и Ноевым ковчегом. До этого Арарат в гербе Царства Армянского всегда рисовался в виде одной нагромождённой возвышенности.
Гора Арарат без ковчега занимала центральную часть герба Армении 1920 года и стала основой герба Армянской ССР. На щите утверждённого с 1992 года герба Армении было восстановлено изображение Арарата с Ноевым ковчегом.

## Цвета герба

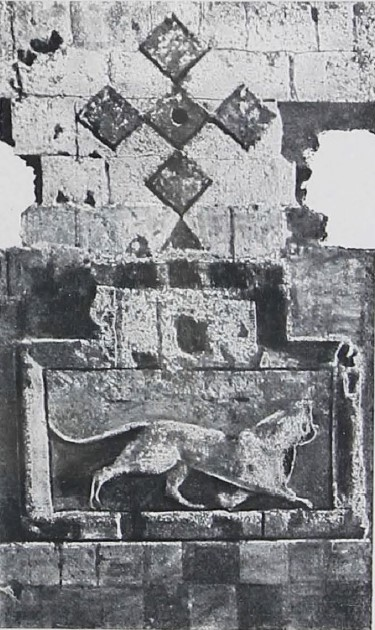
Герб Армянского царства Багратидов на городских стенах Ани, ныне присутствует на верхнем левом углу щита рисунка герба Республики Армения

Основной цвет герба Армении — золотистый, царств исторической Армении: вверху слева — красный, вверху справа — синий, внизу слева — синий, внизу справа — красный, а изображённая в центре на щите гора Арарат — оранжевого цвета. Указанные цвета традиционно использовались в гербах и стягах царских династий Армении и аналогичны цветам флага Республики Армения.

## Критика
Со дня принятия герба Армении в 1992 году не утихала критика относительно грубых геральдических нарушений, которые были допущены его создателями. При сопоставлении оригинального герба Первой Республики Армения с его переработанной версией 1992 года видно, что пасть льва и клюв орла закрыты, были удалены языки, а у льва пропали клыки. Считается, что это придаёт щитодержателям черты поражения и смирения, — нечто, что отсутствовало в оригинальном гербе Таманяна и Коджояна. На самом щите негеральдические символы расположены в нарушение правил геральдики; символы царских династий повёрнуты вокруг своей оси и получили неестественные позы. Часть этих символов вовсе имеет негеральдический внешний вид, как, например, «улыбающийся» лев, который якобы должен был символизировать династию Рубенянов Киликийского армянского королевства. Центральный щиток, изображающий гору Арарат, окрашен с нарушением основного правила геральдики — серебром по золоту (металлом на металл). Есть ряд других нарушений, например, сломанный (недовершённый) меч, пустая девизная лента и т. д. В связи с критикой нарушений правил геральдики, допущенных при переоформлении герба Армении, в стране все чаще звучат призывы привести герб в соответствие с указанными правилами.

Герб Киликийской Армении
Герб королей Кипра, Иерусалима и Киликийской Армении. 1390-е годы
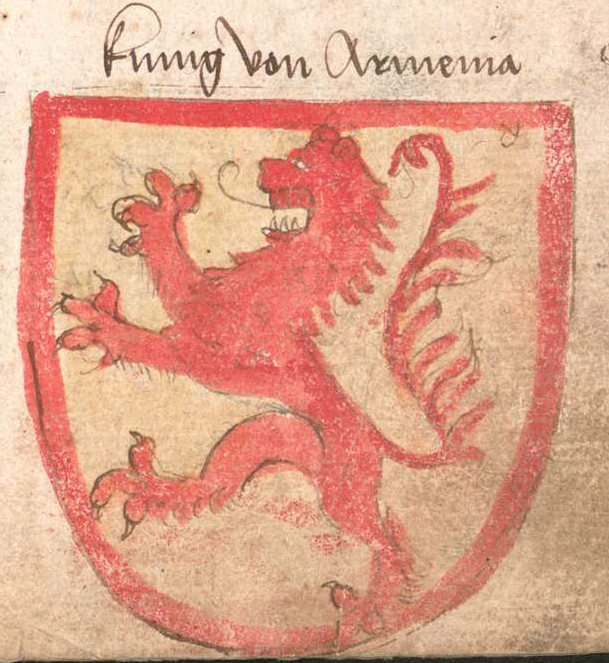
Герб Армении с немецкого гербовника. XV век
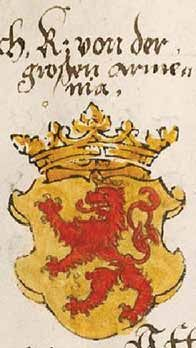
Герб Великой Армении с немецкого гербовника. XVI век
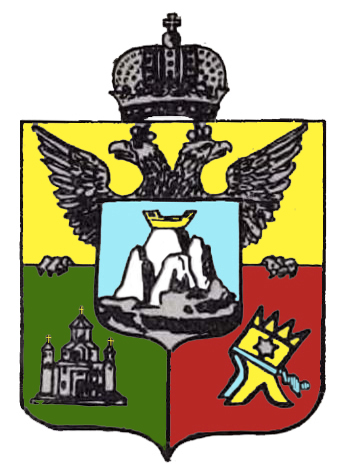
Герб Армянской области. Утверждён 27 февраля 1833 г.
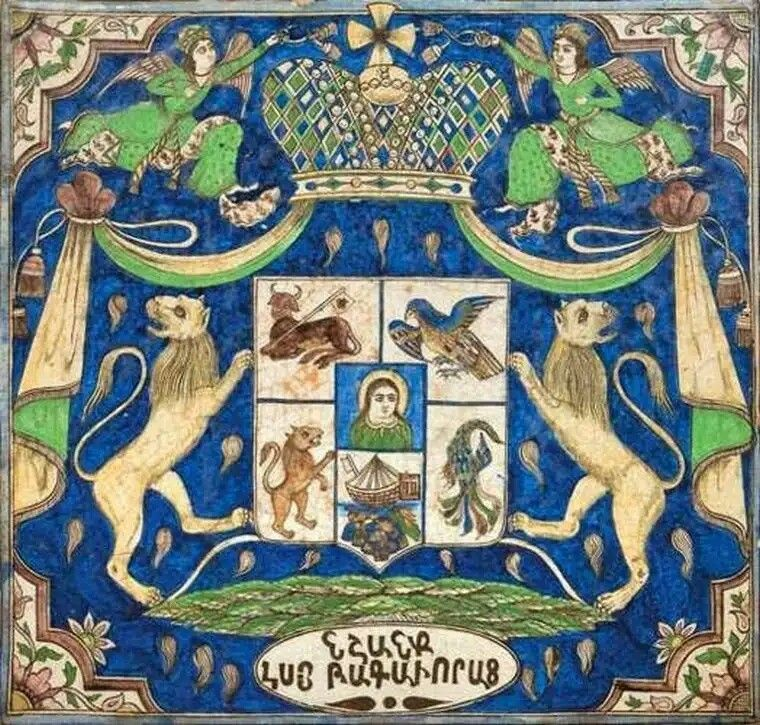
Герб «Царства Армянского» (проект). 1850
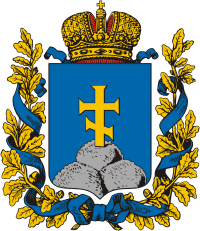
Герб Эриванской губернии. 1878
Герб Армении на гербе Российской империи. 1882
Прорисовка с герба Российской империи 1882 г.
Герб Первой Республики Армении в 1918—1920 годах
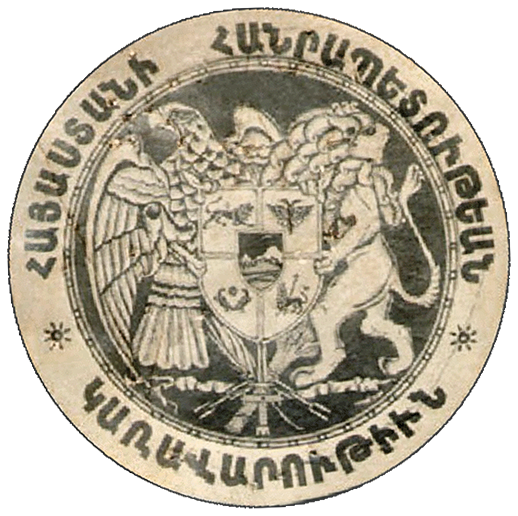
Печать Первой Республики Армении
Герб Армянской ССР в 1922—1937 годах
Герб Армянской ССР в 1937—1991 годах
Печать Президента Армении